# Tatort: Licht und Schatten
Licht und Schatten ist ein Fernsehfilm aus der Kriminalreihe Tatort. Der vom Westdeutschen Rundfunk unter der Regie von Wolfgang Panzer produzierte Film wurde am 4. Juli 1999 in der ARD ausgestrahlt. Es ist der 8. Fall des Kölner Ermittler-Teams Ballauf und Schenk und die 416. Tatortfolge.

## Handlung
Spät abends klopft Sonja, Freddy Schenks Tochter, an Max Ballaufs Tür und bittet um Unterkunft. Sie will aber nichts über den Grund ihres Weglaufens von zu Hause sagen. Ballauf schickt sie nach Hause. Am darauffolgenden Morgen steht plötzlich Kollege Schenk in seiner Wohnung, um ihn zu einem Fall abzuholen. Er maßregelt ihn, weil er sein Handy ausgeschaltet hatte und er nun persönlich kommen muss, um ihn abzuholen. So lässt er Ballauf gar nicht erst zu Wort kommen und erfährt daher auch nicht, dass Sonja zuvor bei ihm war.
Am Einsatzort angekommen, erläutert ihnen der Rechtsmediziner den Fall: Dr. Robert Muster wurde von zwei großkalibrigen Gewehrschüssen getroffen und ist daraufhin in seinen Swimmingpool gestürzt, in dem er tot aufgefunden wurde. An der Hauswand hat jemand in großen Buchstaben das Wort: „Kindermörde“ [sic!] geschrieben. Da er ein bekannter Gynäkologe war, der Abtreibungen befürwortete und auch durchführte, erscheint diese Anschuldigung verständlich. Rüdiger Muster, der Sohn des Opfers, zeigt Ballauf Drohbriefe, die bisher niemand ernst nahm.
Lissy Pütz recherchiert und stößt auf verschiedene Gruppen und Vereine von Abtreibungsgegnern, die durchaus für den Mord verantwortlich sein könnten. Insbesondere eine Organisation, die von Hans Landdorf als Präsidenten geleitet wird, erweckt die Aufmerksamkeit der Ermittler. Landdorf, als wohlhabender Bürger Kölns und Kunstsammler bekannt, gibt an, dass er die moralischen Regeln der Gesellschaft aufrechterhalten möchte. Radikal seien weder er noch eines seiner Vereinsmitglieder. Im Gegenteil, ein Mord wäre sehr schädlich für seinen Verein. Die Ermittler finden heraus, dass Landdorf mit Muster eine alte Rechnung offen hat, da er ihn angeblich bei der Ärztekammer verriet, nachdem er einem unheilbar kranken Jungen aktive Sterbehilfe geleistet hatte.
Ballauf kann einen Dieter Funke als Verursacher der Farbattacke auf Musters Haus ermitteln. Dieser gibt die Sprayaktion zu. Er sei an dem Abend aber von Muster ertappt worden und habe die Flucht ergreifen müssen. Daher fehlte der letzte Buchstabe. Ballauf kann in Erfahrung bringen, dass sich vor Jahren Funkes Freundin nach einer Abtreibung umgebracht hatte. Als er mit Funke noch einmal spricht, berichtet der ihm von einem ähnlichen Fall, der vor drei Monaten geschehen ist. Sonja Peltzer hatte sich nach einer Abtreibung, die Muster vorgenommen hat, von einer Brücke in den Tod gestürzt. Das war für ihn der Grund, sich im Verein zu engagieren.
Zwischen den Ermittlungen findet Ballauf zwar Gelegenheit, mit Schenk über dessen Tochter zu reden, die dieser immer noch verzweifelt sucht. Das Gespräch verläuft aber schwierig, da Ballauf Sonja versprochen hat, sie nicht zu verraten. Sie will ihre Probleme alleine lösen und sucht deshalb die Praxis von Dr. Muster auf, wo sie auf seinen Sohn Rüdiger trifft. Da der Vater ihr nun nicht mehr helfen kann, will er sich für sie einsetzen. Zunächst lässt er sie in seinem Elternhaus wohnen, denn sie will um keinen Preis zurück nach Hause.
Schenk findet heraus, dass Musters Ehe nicht so harmonisch war, wie die Frau des Opfers behauptet. Offensichtlich hatte er eine ernsthafte Beziehung mit einer Angestellten und wollte die Scheidung einreichen. Da Anna Muster kein Alibi für die Tatzeit aufweisen kann, will Schenk sie festnehmen. Unerwartet versucht sie sich jedoch vorher umzubringen. Die Ermittler finden ein schriftliches Geständnis und die Tatwaffe vor, was Anna Muster alles vorsorglich bereit gelegt hat. Wegen der hohen Rückschlagskraft des Gewehrs zweifelt Ballauf an dem Geständnis der Frau. Anscheinend will sie ihren Sohn schützen, der, wie sich herausstellt, im Grunde für die Abtreibung und den Tod von Sonja Peltzer verantwortlich ist, da er ihr Freund und der Vater ihres ungeborenen Kindes war. Ballauf stellt Rüdiger Muster zu Rede und dieser gibt indirekt zu, den Mord begangen zu haben. Sonja sei ohne seine Zustimmung zu seinem Vater gegangen: Er selber wollte das Kind. Ballauf äußert die Vermutung, dass er womöglich auch bei dem Selbstmord seiner Freundin nachgeholfen habe. Muster schlägt ihn daraufhin nieder und flüchtet. Ballauf gibt Schenk per Handy Bescheid, damit er Muster abfängt. Der Flüchtende ist bereits dabei, sich mit Sonja Schenk als Geisel freie Fahrt zu verschaffen. Nach einer Verfolgungsjagd durch die Stadt wird Muster mit Sonja gestellt. Schenk bietet sich als Austauschgeisel an und kann mit Muster reden, sodass Sonja ihrem Vater zuhören muss. Während des Gesprächs, das Schenk indirekt auch an seine Tochter richtet, kann Muster die Waffe aus der Hand geschossen und er festgenommen werden. Erst jetzt outet sich Schenk als Vater von Sonja – seiner Sonja, woraufhin Muster bittet, sie solle das Kind behalten.

## Hintergrund
Licht und Schatten wurde von Colonia Media im Auftrag des WDR  produziert. Die Dreharbeiten erfolgten unter dem Arbeitstitel Der Profi in Köln und Umgebung.
Der Regisseur Wolfgang Panzer betätigt sich in dieser Episode auch als Autor und schrieb das Drehbuch nach der Idee und Vorlage von Klaus-Peter Wolf. In einer Rolle ist der Produzent und Regisseur zahlreicher Tatort-Episoden Hans-Werner Honert zu sehen.

## Rezeption

### Einschaltquoten
Bei seiner Erstausstrahlung am 4. Juli 1999 wurde die Folge Licht und Schatten in Deutschland von 6,46 Millionen Zuschauer gesehen, was einem Marktanteil von 25,08 Prozent entsprach.

### Kritik
Die Kritiker der Fernsehzeitschrift TV Spielfilm urteilen, „die überspannten Ermittler passen nicht zum sensiblen Thema des Krimis“.

### Trivia
Und wieder fährt Freddy ein Oberklasseauto, dieses Mal ist es ein Mercedes-Benz der S-Klasse W126, K-DD 1451.